# رحمت أباد (غناباد)
رحمت أباد (بالفارسية: رحمت‌آباد) هي قرية تقع في قسم بسكلوت الريفي في إيران. يقدر عدد سكانها بـ 533 نسمة .